# Brangolí
Brangolí ou Brangoly est un hameau situé sur la commune d'Enveitg, dans le département français des Pyrénées-Orientales.

## Toponymie
Le nom catalan Brangolí tire son nom du latin villa qui, à l'époque où les Francs dominaient  la région, désignait un domaine agricole, et, probablement, du nom du fondateur de ce domaine, Angloini. Le village apparait pour la première fois dans les textes en 1067 sous la forme Villanguli. Plus tard, aux XIIIe siècle et XIVe siècle, il est nommé Vilangoli. Les Français le nomment officiellement Brangoly ou Brangolí.

## Géographie
Brangolí se trouve en Cerdagne, une région de hauts plateaux située dans l'est des Pyrénées, à 1 450 m d'altitude. Le village se situe dans la vallée de la rivière de Brangolí, qui se jette dans l'Angoustrine.
Il est accessible en automobile depuis Enveitg par une route de montagne. À pied, le sentier de grande randonnée de pays Tour du Carlit relie le village, à l'est et à l'ouest, aux autres sentiers de randonnée cerdans.

## Lieux et monuments
Le village possède une église dédiée à saint Fructueux, mentionnée en 1244. La chapelle actuelle date de 1850. Elle contient un retable du maître autel du XVIIIe siècle, un retable de la Vierge de 1850, une toile du XVIIe siècle et une croix processionnelle du XVIIIe siècle. Cette église fut le siège d'une paroisse.

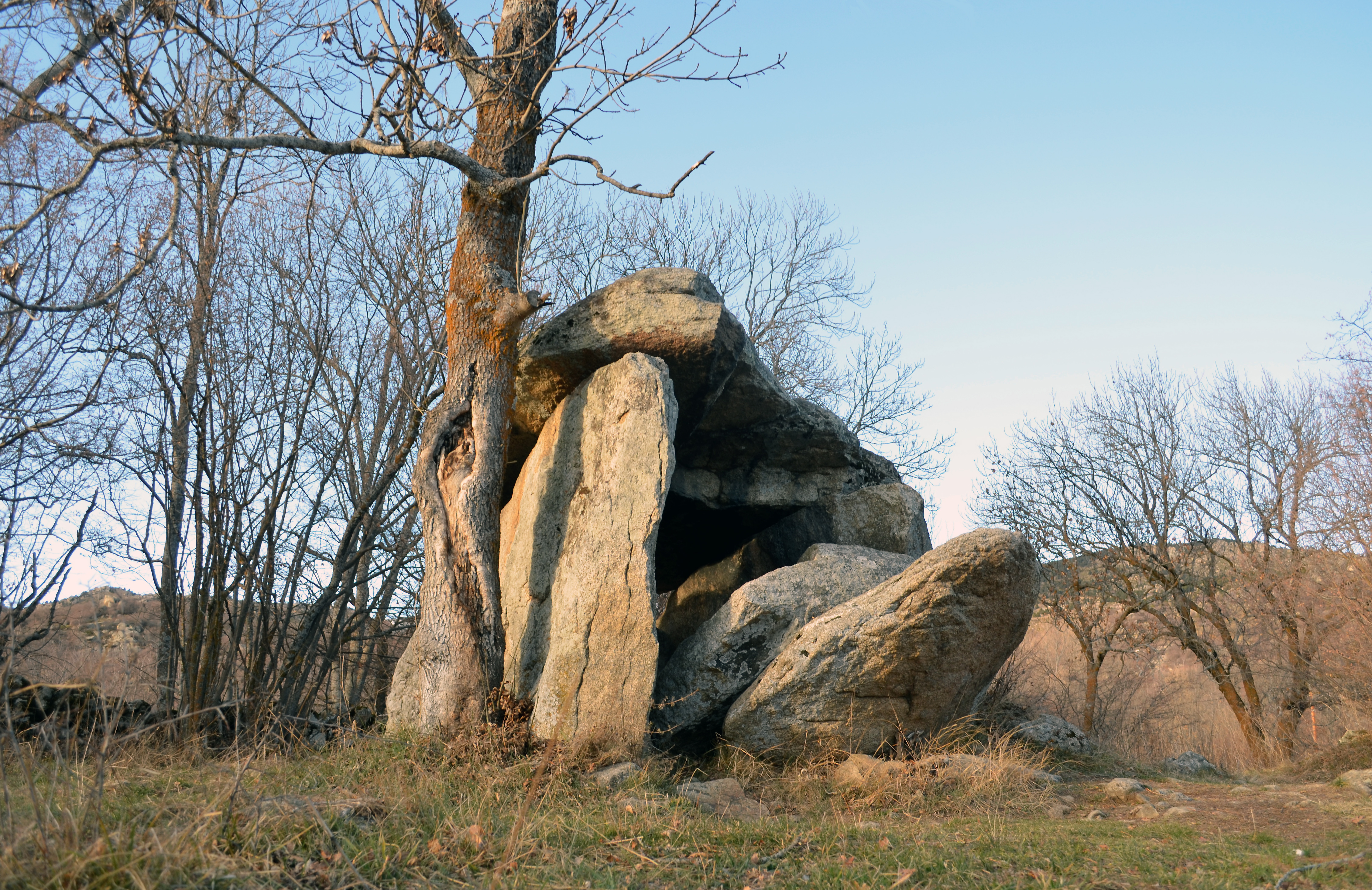
Le dolmen de Brangolí.

Le dolmen de Brangolí, classé monument historique, se trouve à l'écart du hameau. Un mas catalan du XVIIIe siècle, reconverti en hôtel et nommé « château de Brangoly » accueille les touristes.